# Lono
Lono é uma divindade havaiana. Forma, com Kane e Kú, a trindade encarregada da criação do primeiro casal humano.
Lono é o deus da paz, da fertilidade e da agricultura para os antigos havaianos. Sua origem se dá através de Kāne, deus dos deuses, que criou Lono para cuidar da terra. Lono é responsável por trazer o sol, o vento e a chuva para tornar a terra fértil. Pode assumir a forma de fenômenos naturais quanto a forma humana.
Nos Heiaus, templos construídos em homenagem ao deus Lono, os adoradores faziam orações pedindo chuva e uma boa colheita e ofertavam frutas, legumes e porcos. Não havia sacrifícios humanos.

## Lenda
O deus Lono e sua wahine (esposa) Kaikilanialiiopuna moravam sob um precipício em Kealakekua. Um dia. Lono ouviu um homem falando com Kaikilanialiiopuna sobre fugirem juntos. Lono cheio de raiva matou Kaikilanialiiopuna e a levou para o templo. Após ter deixado o corpo de Kaikilanialiiopuna no templo, viajou pelas ilhas Havaí, Maui, Molokai, Oahu e Kauai, lutando com todos que surgiam na frente e se dizia louco de amor. Depois partiu em uma paimalu (canoa triangular) para terras estrangeiras. Kaikilanialiiopuna retorna a vida e sai a procura de Lono nas terras estrangeiras.

## Celebração
A celebração Makahiki é dedicada ao deus Lono. Ocorre anualmente no final de outubro ou início de novembro, e tem duração de quatro meses. Na primeira lua cheia após o surgimentos das estrelas Plêiades.
Em tempos passados, quando chegava o período das celebrações para Lono, os kahunas (sacerdotes) andavam pela ilha vestidos de Kapa branco, anunciando que era tempo de paz, as guerras estavam proibidas. Os templos do deus Ku deveriam ser fechados neste período. Era o momento do povo descansar e festejar. Os kahunas faziam orações pedindo a Lono por chuvas e boa colheita, e as ho'okupu (oferendas) eram coletadas dos maka'āinana (cidadão), que podiam ser produtos da terra ou kino lau (símbolos) de Lono. Havia uma procissão pelos distritos, onde eram aceitas as oferendas e as plantações eram abençoadas.

## James Cook como Lono
O capitão James Cook foi comandante da HMS Resolution e Discovery, que explorou as ilhas havaianas entre os anos de 1778 e 1779. Cook ancorou na Baía de Kealakekua, região oeste do Havaí durante a celebração Makahiki pelos nativos, em dezembro de 1778. Os havaianos acreditaram que Cook era o seu deus Lono, Pois havia a crença que Lono iria retornar para Kahiki e festejaria o Makahik com eles. Os nativos receberam Cook com oferendas como porcos, cocos, penas raras e tecidos kapa vermelho. O sacerdote Koa foi recepciona-lo e os nativos o reverenciavam, dançavam e cantavam.
Durante a estadia de Cook e seus marinheiros na Baía de Kealakekua, comportamentos e acontecimentos não divinos foram notados pelos nativos. Como ocorreu em 1 de fevereiro de 1779. Neste dia, por necessidade de lenha para as fogueiras, Cook propõem a Koa a compra das madeiras de uma cerca, próxima ao templo, que tinha caído. Koa as oferece de graça. Os marinheiros de Cook, quando foram pegar as madeiras da cerca, roubaram os ídolos sagrados que estavam no templo, que eram de madeira, e as queimaram na fogueira como lenha. E um outro evento foi a morte, por derrame, de William Watman do HMS Resolution. Para os havaianos, os deuses eram imortais. Logo após a morte de Watman, Cook parte da Baía de Kealakekua, mas precisou retornar por causa de um mastro que havia quebrado. Os nativos não os aceitaram de volta e os marinheiros reagiram atirando e roubando a canoa de Pa’alea, líder menor da aldeia. Os nativos reagiram jogando pedras, mas Pa’alea interveio, pedindo calma. Durante à noite, Pa’alea foi até o navio e roubou um barco, em retaliação. Cook, quando soube do roubo, decidiu que traria um dos líderes a bordo do navio para convence-lo a reembolsar o prejuízo. Um grupo de marinheiros foi capturar um dos líderes e acabaram matando um líder alto. Cook, neste momento, estava com o rei da aldeia e os nativos ficaram sabendo da morte do líder e mataram o capitão Cook.